# Aéroport de Split
L'aéroport de Saint Jérôme (code IATA : SPU • code OACI : LDSP), également appelé Aéroport de Split est un aéroport desservant la ville de Split et sa région.
En 2007 l'aéroport de Split est devenu le deuxième aéroport du pays, avec un trafic de 1 190 551 passagers, derrière l'aéroport de Zagreb.
Cet aéroport du fait de sa proximité avec la Bosnie-Herzégovine est également utilisé par une partie de la population résidant dans la zone frontalière.
L'aéroport est situé entre les municipalités de Trogir (localité de Divulje) et Kaštela (localité de Kaštel Štafilić) et à 25 km à l'ouest de Split.
Il fut ouvert le 25 novembre 1966 et a connu un trafic en constante augmentation jusqu'en 1988. Il a été fermé entre septembre 1991 et avril 1992 pour cause de guerre en Croatie.
L'aéroport était également pendant l'époque yougoslave une base aérienne de l'armée de l'air. En bout de piste, côté Trogir, et à flanc de montagne, on peut apercevoir les entrées des abris souterrains pour les avions militaires.
À proximité de l'aéroport est située la base aérienne 95 de Split Divulje où est stationnée la 20e escadrille d'hélicoptères de transport.
Principalement fréquenté pendant la saison touristique estivale, l'aéroport de Split enregistrait en août 2010, un record historique de trafic avec 251 618 passagers.
Depuis 2023 il porte le nom de saint Jérôme, le saint patron du Comitat de Split-Dalmatie.

## Situation
| \| 50 km1:1 970 000 \| Zagreb-Pleso Brač Dubrovnik Osijek Pula Rijeka Split Zadar |
| 50 km1:1 970 000                                                                  |

## Compagnies aériennes et destinations
| Compagnies                      | Destinations |
| ------------------------------- | --- |
| Aegean Airlines                 | En saison : Athènes E.-Venizélos |
| Aer Lingus                      | En saison : Dublin |
| Air France                      | En saison : Paris-Charles de Gaulle |
| Air Serbia                      | En saison : Belgrade-Nikola-Tesla |
| airBaltic                       | En saison : Riga, Tallinn |
| Austrian Airlines               | En saison : Vienne-Schwechat |
| BRA Braathens Regional Airlines | En saison : - Copenhague-Kastrup, - Göteborg, - Halmstad, - Jönköping, - Kalmar, - Karlstad, - Malmö, - Norrköping, - Örebro, - Växjö Småland |
| British Airways                 | En saison : Londres-City, Londres-Heathrow |
| Brussels Airlines               | En saison : Bruxelles-National |
| Condor                          | En saison : Düsseldorf, Francfort, Munich-F. J. Strauß |
| Croatia Airlines                | Francfort, Munich-F. J. Strauß, Rome Léonard-de-Vinci/Fiumicino, Zagreb-Pleso, Zurich En saison : - Amsterdam, - Athènes E.-Venizélos, - Berlin-Brandebourg, - Bucarest-H. Coandă, - Copenhague-Kastrup, - Dublin, - Dubrovnik, - Düsseldorf, - Londres-Gatwick, - Londres-Heathrow, - Lyon-Saint-Exupéry, - Milan-Malpensa, - Osijek, - Oslo-Gardermoen, - Paris-Charles de Gaulle, - Prague-Václav-Havel, - Skopje, - Stockholm-Arlanda, - Vienne-Schwechat En saison charter: - Luleå, - Molde, - Örnsköldsvik, - Åre Östersund, - Skellefteå, - Sundsvall/Härnösand, - Umeå |
| Discover Airlines               | En saison: Francfort |
| easyJet                         | En saison : - Amsterdam, - Berlin-Brandebourg, - Bristol, - Glasgow, - Londres-Gatwick, - Londres-Luton, - Lyon-Saint-Exupéry, - Manchester, - Milan-Malpensa, - Naples-Capodichino, - Paris-Charles de Gaulle, - Paris-Orly |
| easyJet Switzerland             | En saison : Bâle-Mulhouse, Genève-Cointrin |
| Edelweiss Air                   | En saison : Zurich |
| European Air Charter            | En saison charter: Sofia-Vrajdebna |
| Eurowings                       | Cologne/Bonn-K. Adenauer, Düsseldorf, Stuttgart En saison : Berlin-Brandebourg, Dortmund, Hambourg-H.-Schmidt, Hanovre, Salzbourg-W. A. Mozart |
| Finnair                         | En saison : Helsinki-Vantaa |
| Iberia                          | En saison : Madrid-Barajas |
| ITA Airways                     | En saison : Rome Léonard-de-Vinci/Fiumicino |
| Jet Time                        | En saison charter: Helsinki-Vantaa |
| Jet2.com                        | En saison : Birmingham, Édimbourg, Leeds-Bradford, Londres-Stansted, Manchester |
| KLM                             | En saison : Amsterdam |
| LOT Polish Airlines             | En saison : Gdańsk-L. Wałęsa, Katowice-Pyrzowice, Poznań (Posnanie)-H. Wieniawski, Varsovie-Chopin |
| Lufthansa                       | En saison : Francfort, Munich-F. J. Strauß |
| Norwegian Air Shuttle           | En saison : - Bergen, - Copenhague-Kastrup, - Göteborg, - Helsinki-Vantaa, - Oslo-Gardermoen, - Stavanger, - Stockholm-Arlanda, - Trondheim |
| Ryanair                         | En saison : Dublin, Rome Léonard-de-Vinci/Fiumicino |
| Scandinavian Airlines           | En saison : - Bergen, - Copenhague-Kastrup, - Göteborg, - Kristiansand, - Oslo-Gardermoen, - Stavanger, - Stockholm-Arlanda |
| SmartWings                      | En saison : Katowice-Pyrzowice, Prague-Václav-Havel, Varsovie-Chopin En saison charter: Ostrava-L. Janáček |
| Sunclass Airlines               | En saison charter: Helsinki-Vantaa |
| Swiss International Air Lines   | En saison: Genève-Cointrin |
| Trade Air                       | Dubrovnik, Pula, Rijeka, Zadar, Zagreb-Pleso |
| Transavia                       | En saison : Amsterdam, Rotterdam-La Haye |
| Transavia France                | En saison : Nantes-Atlantique, Paris-Orly |
| TUI Airways                     | En saison : Londres-Gatwick, Manchester |
| TUI fly Belgium                 | En saison : Anvers |
| TUI fly Nordic                  | En saison charter : Göteborg, Stockholm-Arlanda |
| Volotea                         | En saison : - Bordeaux-Mérignac, - Lille Lesquin, - Lyon-Saint-Exupéry, - Marseille-Provence, - Nantes-Atlantique, - Strasbourg, - Toulouse-Blagnac |
| Vueling                         | En saison : Barcelone-El Prat, Rome Léonard-de-Vinci/Fiumicino |
| Wizz Air                        | En saison : - Gdańsk-L. Wałęsa, - Katowice-Pyrzowice, - Cracovie-Jean-Paul II, - Londres-Luton, - Lublin, - Poznań (Posnanie)-H. Wieniawski, - Rome Léonard-de-Vinci/Fiumicino, - Varsovie-Chopin, - Vienne-Schwechat, - Vilnius, - Wrocław-N. Copernic |

Édité le 31/12/2018  Actualisé le 17/02/2023

## Statistiques de trafic passagers

### En graphique
Le graphique qui aurait dû être présenté ici ne peut pas être affiché car il utilise l'ancienne extension Graph, désactivée pour des questions de sécurité. Des indications pour créer un nouveau graphique avec la nouvelle extension Chart sont disponibles ici.

Voir la requête brute et les sources sur Wikidata.

### Zoom sur l'impact du covid de 2019-2020
Le graphique qui aurait dû être présenté ici ne peut pas être affiché car il utilise l'ancienne extension Graph, désactivée pour des questions de sécurité. Des indications pour créer un nouveau graphique avec la nouvelle extension Chart sont disponibles ici.

Voir la requête brute et les sources sur Wikidata.

### En tableau
| Année | Passagers | Cargo (t) |
| ----- | --------- | --------- |
| 2000  | 540 603   | N/A       |
| 2001  | 568 625   | N/A       |
| 2002  | 617 005   | N/A       |
| 2003  | 698 128   | N/A       |
| 2004  | 778 771   | N/A       |
| 2005  | 934 049   | N/A       |
| 2006  | 1 095 852 | 1 499     |
| 2007  | 1 190 551 | 1 250     |
| 2008  | 1 203 778 | 1 081     |
| 2009  | 1 115 099 | N/A       |
| 2010  | 1 219 741 | N/A       |

## Galerie

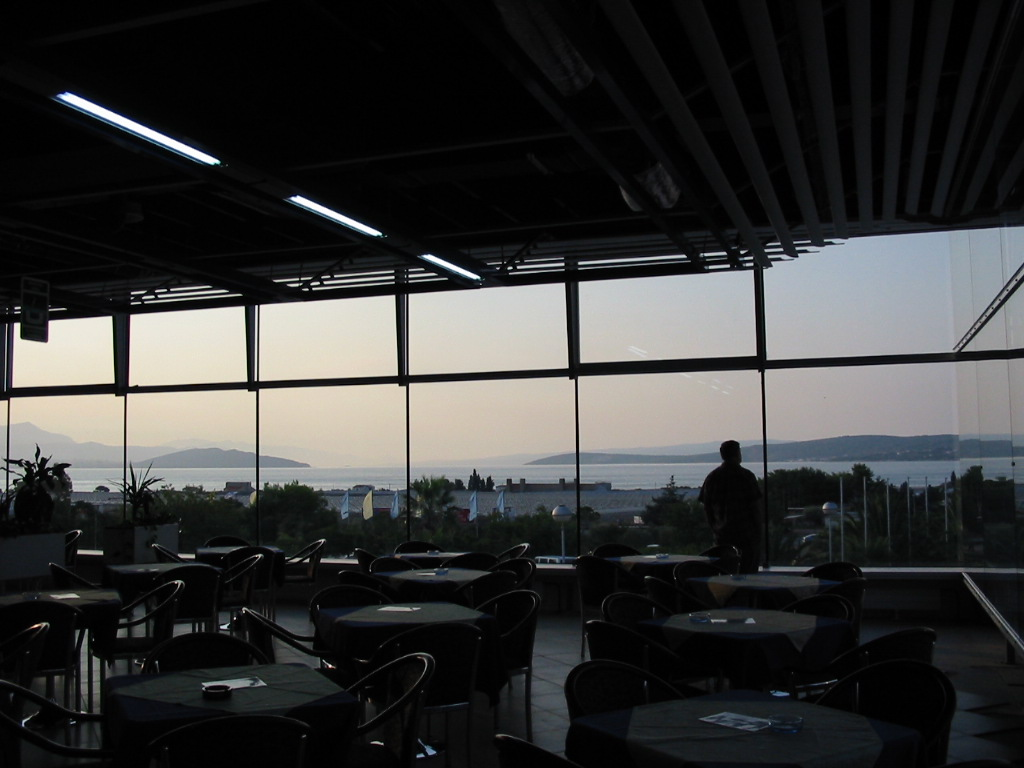
Vue depuis le café de l'aéroport sur la baie de Split
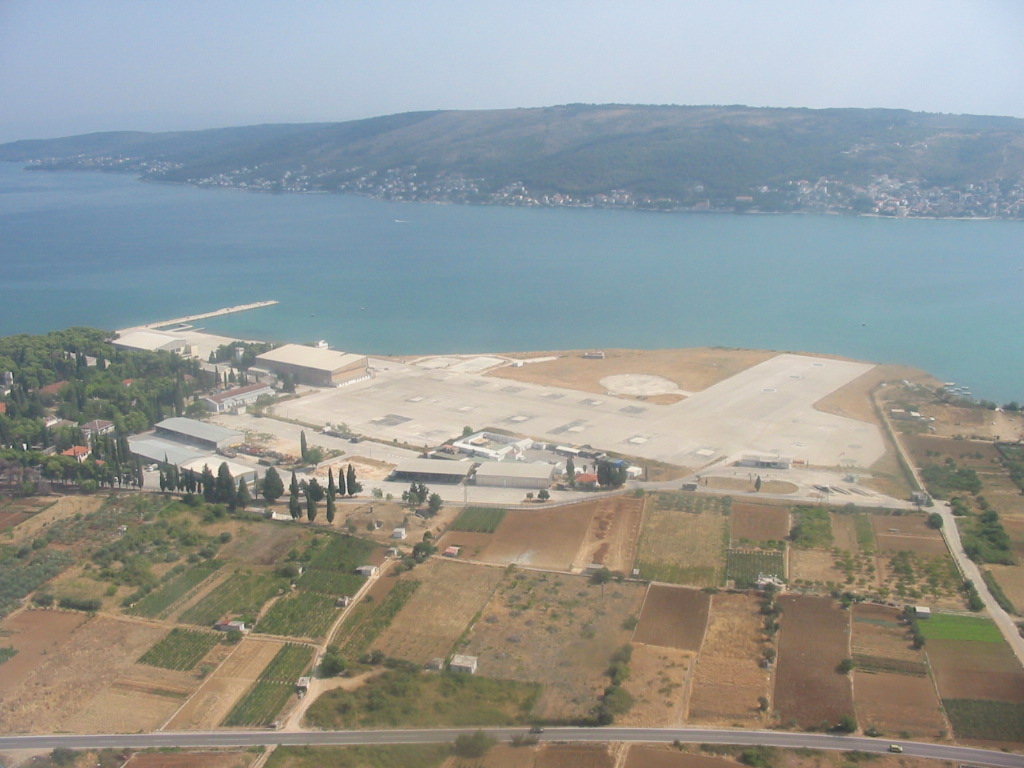
Base aérienne 95 de Divulje
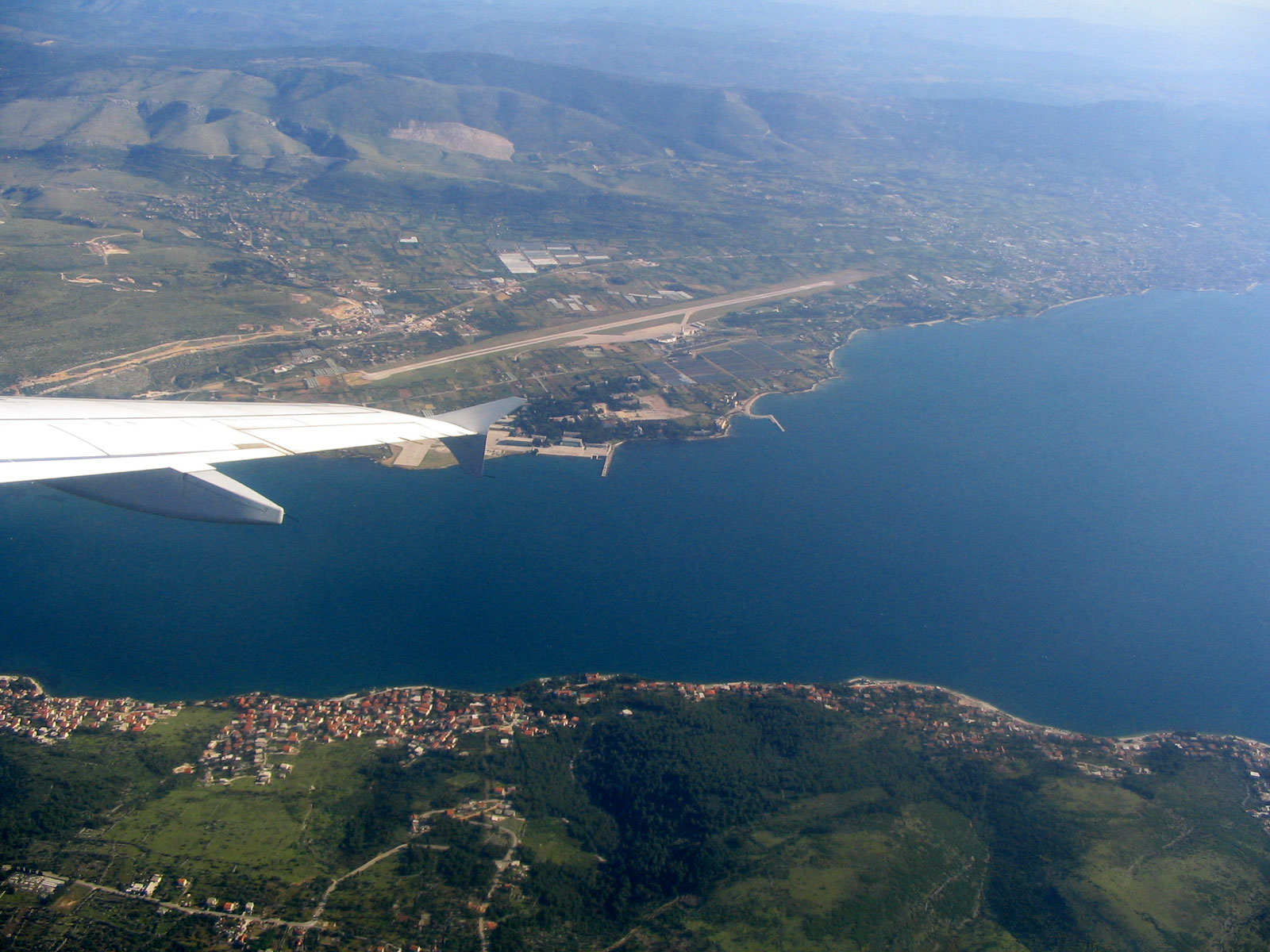
Aéroport de Split et l'ile de Ciovo au premier plan
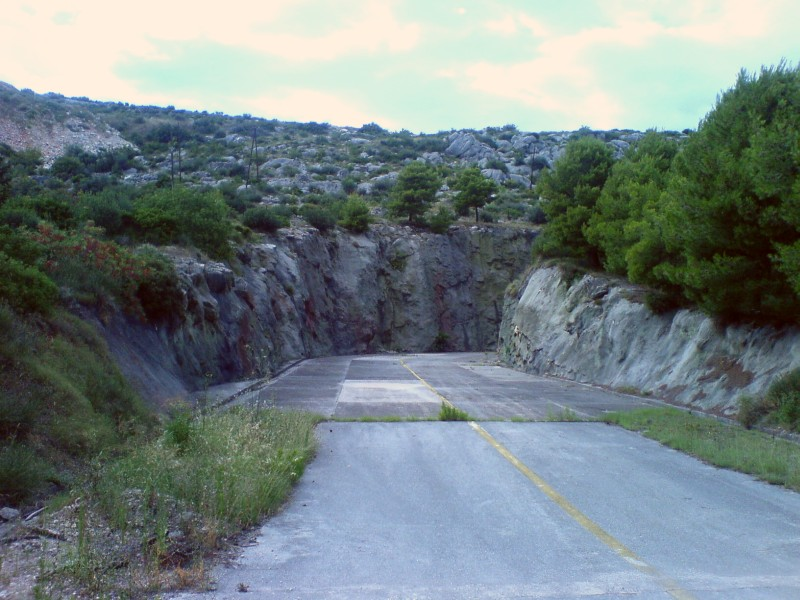
Un des deux accès aux abris pour avions de l'ancienne base militaire
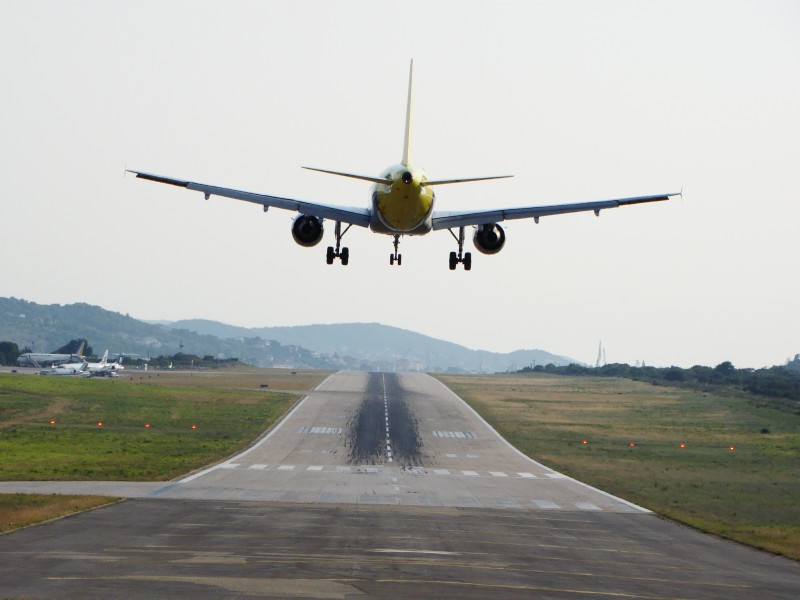
Un airbus A320 de la compagnie Germanwings à l'atterrissage